# 諶容
諶 容（シェン・ロン、チェン・ロン、じん・よう、1935年10月または1936年10月3日 - 2024年2月4日）は、1980年代に活動した中国の女性作家、文学者。元の名前は諶徳容。

## 略歴
（この節の出典は特に明記のないものは『錯、錯、錯！』 による）
- 1936年、湖北省漢口市で生まれる、原籍は四川省巫山県。日中戦争が勃発していたために、避難の連続、中学教育も不十分であった。15歳から書店・出版社などに勤めながら、ロシア語と高校課程を独学する。
- 1954年（18歳）、北京ロシア語学院に入学。
- 1957年（21歳）、北京ロシア語学院（現・北京外国語大学[1]）卒業後、北京放送局に勤務。のちに中学教師となったが、貧血でしばしば倒れる。
- 1963年（27歳）、農村へ行き、農村生活と労働のより健康を回復。
- 1964年（28歳）、劇本の創作を始める。
- 1969年（33歳）、この年から3年間農村に下放され、その間に長編小説『万年青』を書き始め、1979年（39歳）にようやく出版される。

## 生い立ち
（この節の出典は特に明記のないものは『錯、錯、錯！』 による）
生まれてから1歳にならない時に、七七事変 が起こる。
幼少期は、抗日戦争 の最中で、絶え間ない非難の連続、奇妙な形の大後方（抗日戦争の時、国民党の支配下にあった西南・西北地区）で過ごす。
1949年（13歳）の末、重慶 が解放。中華人民共和国が誕生したあとのことである。当時、諶容は重慶の長江南岸にある女子二中の2年生であった。
メリヤス工場を開く金持ちな親戚宅に、1年ほど妹とともに預けられる。
重慶へ戻り、部隊の文工団 へ受験を申し込み、採用される。また、西南工人出版社の試験にも合格、後者を選ぶ。当時“仕事に参加”することは“革命に参加”することであった。
1954年（18歳）、北京露文専修学校に入学、新中国の第1回の大学生となる。大学で、中国新民主主義青年団 の団員になる。
ロシア語の教師となるも、何度も何度も卒倒を繰り返す。そのため、社会に不必要とされ、教壇を去り、文学の道へ進む。この頃、文学創作をすることは工農兵に服務する ことだと言われていた。
1963年（27歳）、二人の子供を上海の親戚に預け、夫とも別れ、単身で山西省の万年青公社の賈家荘大隊 へ。
同年の冬、四清運動 が始まる。彼女も四清工作隊に参加させられるが、農民の友人として、彼らを傷付けることは出来ない、とそこを去った。
文化大革命においては、逍遙派 であった。旧北京市委員会の幹部と農村へ行かされて、貧下中層農民から教育を受ける ことになった。

## 執筆背景
（この節の出典は特に明記のないものは『錯、錯、錯！』 による）
『万年青』は、1962年の華北某所のある生産大隊での、農家の生産責任制 に反対する物語である。過去に書いた脚本の中で比較的成功だった人物・ストーリーを織り込んであるため、当時の彼女の生活とその貯蓄を見ることができる。
1973年（37歳）11月、下放生活が終わり、北京市第五中学ロシア語講師として配属される。王揖（ワンイー）同志が推薦役を買って出て、人民文学出版社、厳文井（イェンウェンチン） 同志を通して許顕卿（シュシェンチン）同志に原稿を見てもらう。許顕卿同志は、『万年青』に対して肯定的であり、当時の人民文学出版社幹部連はこの小説を出版計画に入れることで意見が一致する。
1974年（38歳）、批林批孔運動 が始まる。出版社の極少数の造反派 が、出版社の実態に関連づけて批林批孔運動を始めた。厳文井ら古い同志たちが、『万年青』の出版を準備していることを罪証として攻撃。ついには、「諶容の父が7人の生命を損なった。現在出版社が、7人の生命を奪った国民党裁判官の娘の小説を出版しようとしているのは“亡び絶えた国や時代を再興し、隠者をかつぎ出す”ことになるのではないか」と主張した。『万年青』の出版は中止となる。これは、彼女の本を出版する出版社がないであろうことを意味していた。
諶容は中央弁事庁に手紙を出し抗議、後に中央弁事庁から2人の同志が2度訪ねてきて、再度小説を人民文学出版社に送ったと伝える。これには指示書が添えてあり、内容は小説の基礎は良く、作者本人にも問題はないため、出版社は修正を援助して出版すべきである、とのことであった。
1975年（39歳）、『万年青』出版。
『人到中年』を執筆したのは1979年である。この頃の中国は「文革」後遺症からの脱却を図り、「四つの現代化」政策を進め始め、政治的雰囲気は好転していたとはいえ、社会矛盾を正面にすえることは憚られていた。「人中年に至れば万事休す」という言葉が示すように、この作品の意図はこれまで無視されてきた中年の現実の姿を描き、その精神的美を歌いあげることにあったが、急激に増大する知識人の任務と役割を訴えた面では当時の政策と大きな関わりを持っていたと言える。

## 死去
2024年2月4日に北京で死去。享年88。

## 親族
元人民日報社副編集長の范栄康は夫。作家の梁左と俳優の梁天は息子、脚本家の梁歓は娘。

## 作品・脚本
（この節の出典は特に明記のないものは『錯、錯、錯！』 による）
- 『万年青』→農村を題材とした多幕話劇。
- 『人到中年』→映画化され、好評を博した。
- 『太子村的秘密』→第1回、第2回全国優秀中編小説賞を受賞。
- 『錯、錯、錯！』
- 『豆腐を売る女』
- 『柴を背負う少女』
- 『我が家は東北の松花江にあり』
- 『美しき人』
- 『隊長の選挙』→農村を題材とした多幕話劇。
- 『蘭考での焦裕録』→この脚本を北京人民芸術劇院に送って間もなく、文化大革命が始まった。
- 『光明と暗黒』
- 『賛歌』
- 『白雪』